# John McKinley

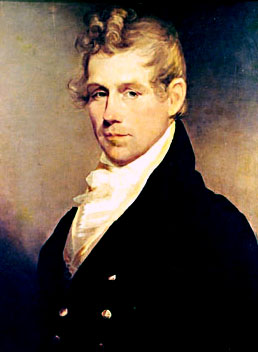
John McKinley

John McKinley, född 1 maj 1780 i Culpeper County, Virginia, död 19 juli 1852 i Louisville, Kentucky, var en amerikansk jurist och politiker. Han representerade delstaten Alabama i båda kamrarna av USA:s kongress. Han var ledamot av USA:s senat 1826-1831 och 4 mars-22 april 1837. Han var ledamot av USA:s representanthus 1833-1835. Han tjänstgjorde som domare vid USA:s högsta domstol från 1838 fram till sin död.
McKinley studerade juridik och inledde 1800 sin karriär som advokat i Kentucky. Han flyttade 1818 till Alabamaterritoriet. Han bidrog till utvecklingen av Florence, Alabama, bland annat som en av grundarna till den lokala presbyteriankyrkan.
McKinleys politiska karriär tog fart efter att han blev en anhängare av Andrew Jackson. Han efterträdde 1826 Israel Pickens som senator för Alabama. Han kandiderade till omval men förlorade mot Gabriel Moore. Han blev sedan invald i representanthuset i kongressvalet 1832. Han bestämde sig för att inte kandidera till en andra mandatperiod i representanthuset. Han var elektor för demokraternas kandidat Martin Van Buren i presidentvalet i USA 1836. Han efterträdde sedan 1837 Moore i senaten. Van Buren utnämnde honom till högsta domstolen en kort tid efter att han hade tillträtt på nytt som senator. Han efterträddes i senaten av Clement Comer Clay. Han tillträdde som domare i januari 1838.
McKinley var ingen särskilt aktiv domare. Han värnade om delstaters och territoriets rättigheter. Ett viktigt domslut från hans perspektiv var Pollard's Lessee v. Hagan. Majoriteten av domarna höll med McKinley att begränsa kongressens rätt att bestämma om federala markområden i territorierna.
McKinleys grav finns på Cave Hill Cemetery i Louisville.